# Lee Smolin
Lee Smolin (New York, 1955. június 6. –) amerikai elméleti fizikus. Kutató a Perimeter Institute for Theoretical Physics intézetben és adjunktus a Waterloo Egyetemen. Legismertebb munkája a kvantumgravitáció több megközelítésének kidolgozása, köztük a hurok-kvantumgravitáció. Azt állítja, hogy a két fő kvantumgravitációs elmélet, a hurok (loop) kvantumgravitáció és a húrelmélet összeegyeztethető, mint ugyanazon elmélet külön aspektusai. Kutatásai kiterjednek a kozmológia, elemi részecske elmélet, kvantummechanika, elméleti biológia területekre is.
Smolin legismertebb munkája a termékeny Világegyetem elmélete, melyet kozmikus természetes szelekciónak is neveznek. Megkísérli a biológiai evolúció alapelveit a kozmológiában alkalmazni. Feltételezi, hogy az univerzumok fekete lyukak létrehozásán keresztül fejlődnek. Gyakran ír cikkeket a populáris médiába, amiben a húrelméletet támadja és a hurok-kvantumgravitációt népszerűsíti.
Kvantummechanikával kapcsolatos nézete az, hogy az elmélet még nem végleges.

## Személyes adatok
A Hampshire egyetemen tanult, ahol Herb Bernstein elismert fizikussal dolgozott együtt. A Harvard Egyetemen szerzett Ph.D fokozatot. Anyja a drámaíró Pauline Smolin, apja Michael Smolin környezeti mérnök. Bátyja David M. Smolin a Cumberland Jogi Iskola professzora az alabamai Birminghamben. Felesége Dina Graser, kommunikációs ügyvéd Torontóban.

## Könyvei
- The Life of the Cosmos. 1999
- Three Roads to Quantum Gravity. 2001
- Lee Smolin: Mi a gubanc a fizikával? – A húrelmélet problémái és a lehetséges kiutak, Akkord Kiadó. 2011 (The Trouble with Physics: The Rise of String Theory, the Fall of a Science, and What Comes Next. 2006)
- Lee Smolin: Az idő újjászületése – A fizika válságától az univerzum jövőjéig, Akkord Kiadó. 2014 (Time Reborn, Houghton Mifflin Harcourt, New York, 2013)

## Mi a gubanc a fizikával
2006-os könyvében kritikus szemmel vizsgálja a húrelméletet és kitüntetett helyét a modern elméleti fizikában. Azt állítja az elmélet súlyos hiányosságokkal küzd, és aggódik az amerikai elméleti fizikában elnyert, már-már monopolhelyzete miatt. A problémák diverzebb megközelítést javasolja, és állást foglal a hurok-kvantumgravitáció mellett.
A könyv több vitatott állítást is tartalmaz. Többek között:
- A húrelmélet nem használható semmiféle előrejelzésre (ami pedig fontos, bizonyító erejű tulajdonság a tudományban).
- Nincs olyan, koherens matematikai formula, mely képes azt leírni.
- Végessége matematikailag nem bizonyított[3]

A könyv megjelenése után sok vitát váltott ki a tudományos világban a húrelmélet lehetőségeiről és legitimitásáról. A könyvet bírálta több vezető fizikus is, köztük Joseph Polchinski és Luboš Motl.

## Magyarul
- Az idő újjászületése; ford. Krauth Péter; Akkord, Bp., 2014 (Talentum tudományos könyvtár)
- Mi a gubanc a fizikával? A húrelmélet problémái és a lehetséges kiutak; ford. Koronczay Dávid; Akkord, Bp., 2011 (Talentum tudományos könyvtár)